# Кендалл-Уэст (Флорида)
Кендалл-Уэст — статистически обособленная местность во Флориде, США.

## География
По данным Бюро переписи населения США статистически обособленная местность Кендалл-Уэст имеет общую площадь в 9,58 квадратного километра, из которых 8,81 кв. километра занимает земля и 0,78 кв. километра — вода. Площадь водных ресурсов округа составляет 8,14 % от всей его площади.

## Демография
| Год переписи        | Нас.  |  | %±     |
| ------------------- | ----- |  | ------ |
| 1990                | 6038  |  | —      |
| 2000                | 38034 |  | 529,9% |
| 1990–2000 Источник: |       |  |        |

По данным переписи населения 2000 года в Кендалл-Уэст проживало 38 034 человека, 9807 семей, насчитывалось 11 759 домашних хозяйств и 12 229 жилых домов. Средняя плотность населения составляла около 3970,15 человека на один квадратный километр. Расовый состав населённого пункта распределился следующим образом: 83,37 % белых, 4,23 % — чёрных или афроамериканцев, 0,19 % — коренных американцев, 1,48 % — азиатов, 0,03 % — выходцев с тихоокеанских островов, 4,25 % — представителей смешанных рас, 6,44 % — других народностей. Испаноговорящие составили 79,03 % от всех жителей статистически обособленной местности.
Из 11759 домашних хозяйств в 49,5 % воспитывали детей в возрасте до 18 лет, 58,8 % представляли собой совместно проживающие супружеские пары, в 18,5 % семей женщины проживали без мужей, 16,6 % не имели семей. 11,8 % от общего числа семей на момент переписи жили самостоятельно, при этом 2,5 % составили одинокие пожилые люди в возрасте 65 лет и старше. Средний размер домашнего хозяйства составил 3,23 человек, а средний размер семьи — 3,47 человек.
Население статистически обособленной местности по возрастному диапазону по данным переписи 2000 года распределилось следующим образом: 29,2 % — жители младше 18 лет, 10,2 % — между 18 и 24 годами, 34,9 % — от 25 до 44 лет, 18,5 % — от 45 до 64 лет и 7,1 % — в возрасте 65 лет и старше. Средний возраст жителей составил 32 года. На каждые 100 женщин в Кендалл-Уэст приходилось 89,7 мужчины, при этом на каждые сто женщин 18 лет и старше приходилось 84,7 мужчины также старше 18 лет.
Средний доход на одно домашнее хозяйство статистически обособленной местности составил 38 715 долларов США, а средний доход на одну семью — 39 564 доллара. При этом мужчины имели средний доход в 30 082 доллара США в год против 23 695 долларов среднегодового дохода у женщин. Доход на душу населения статистически обособленной местности составил 38 715 долларов в год. 13,3 % от всего числа семей в населённом пункте и 15,4 % от всей численности населения находилось на момент переписи населения за чертой бедности, при этом 18,4 % из них были моложе 18 лет и 13,4 % — в возрасте 65 лет и старше.